# Família Jackson
A Família Jackson (em inglês: Jackson Family) é uma importante e influente família de cantores afro-americana que obteve grande destaque na indústria fonográfica, natural do estado de Indiana. Iniciada a partir dos músicos Joseph "Joe" e Katherine Jackson, a família tem um histórico de músicos conhecidos, principalmente a segunda geração, que contou com célebres cantores, como Michael Jackson, Janet Jackson e outros, bem como a banda The Jackson 5, formada por Michael e outros dos nove irmãos.
Ganharam notoriedade mundial após a criação do grupo Jackson 5, composto pelos filhos mais velhos, Jackie, Tito, Jermaine, Marlon e Michael, posteriormente incluindo Randy. O sucesso do grupo gerou o apelido First Family of Soul. Depois que o grupo se desfez, Michael Jackson e Jermaine Jackson, seguiram carreira solo, mas a de Jermaine não deslanchou, enquanto Michael Jackson se tornou uma espécie de gênio revolucionário da música, aclamado mundialmente como o maior e mais famoso artista de todos os tempos. Janet Jackson, a caçula da família, também iniciou uma carreira solo, e hoje é a terceira cantora mais bem sucedida da indústria fonográfica, apenas atrás de Cher e Madonna, ela já vendeu mais de 195 milhões de cópias. O sucesso contínuo das carreiras de Michael e Janet como artistas solo levou os Jacksons a se tornarem conhecidos como a "Família Real do Pop".
Os Jackson têm sido objeto de controvérsias ligadas ao Caso Jordan Chandler, relacionado a Michael. Porém, os fatos mais polêmicos da vida particular dos Jackson são as acusações feitas pelos filhos contra o patriarca da família, Joseph Jackson, alegando que sofreram agressões de seu pai quando crianças.
Apesar destas circunstâncias e outros problemas, os Jacksons continuaram a ser uma das mais influentes famílias dos Estados Unidos e nos últimos anos alguns membros da família têm sido homenageados pelo seu trabalho. Em 1997, os Jackson 5 entraram para o Rock and Roll Hall of Fame e Michael adquiriu uma outra participação no hall por sua carreira solo; Janet também adquiriu participação em 2009. Joseph foi reconhecido como "o melhor empresário musical de todos os tempos" pela cidade de Cleveland em 2002. Michael e Janet também possuem estrelas na Calçada da Fama em Hollywood. O membro mais popular da família Jackson era Michael, considerado o Rei do Pop, que morreu em junho de 2009, vítima de uma parada cardíaca.

## Gerações

### 1.ª geração

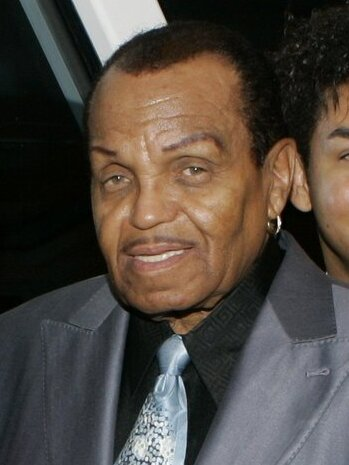
Joseph Jackson (imagem) é o patriarca da família. (2007)

Joseph Walter Jackson nasceu em 26 de julho de 1928 em Fountain Hill, Arkansas. Sua família é descendente de escravos americanos e índios Choctaw. Os pais de Joe se separaram quando ele tinha 12 anos e ele se mudou para a Califórnia. Quando completou parte de seus estudos, Joe foi para Indiana para cuidar de sua mãe. Em Indiana, ele conheceu sua futura parceira, Katherine Scruse, uma descendente de índigenas Cherokees. Os dois se casaram em 1949 e se mudaram para Gary, Indiana onde Joe criou o grupo The Falcons.
Katherine Esther Upshaw Scruse Jackson nasceu Kattie B. Screws em Clayton, Alabama, no dia 4 de maio de 1930. É filha de Martha Upshaw Scruse e Prince Albert Screws Scruse. Ainda na infância contraiu e se curou da poliomielite, que fez com que passasse a andar visivelmente manca. Em 1965, converteu-se à religião Testemunhas de Jeová. Produziu as roupas de seus filhos quando estes seguiam carreira no quinteto The Jackson 5. Ela seguiu confeccionando as vestimentas até 1968, quando o grupo assinou contrado com a Motown Records, que fez com que seu trabalho fosse mais limitado.
O casamento de Katherine e Joseph ocorreu em 1949. Joe tinha 21 anos, enquanto Katherine tinha 19. À época, Joseph era divorciado. Após se casarem, mudaram-se para Gary, Indiana, onde tiveram dez filhos. Dos dez, nove nasceram normalmente. Brandon, que seria irmão gêmeo de Marlon, faleceu pouco após o parto.

### 2.ª geração

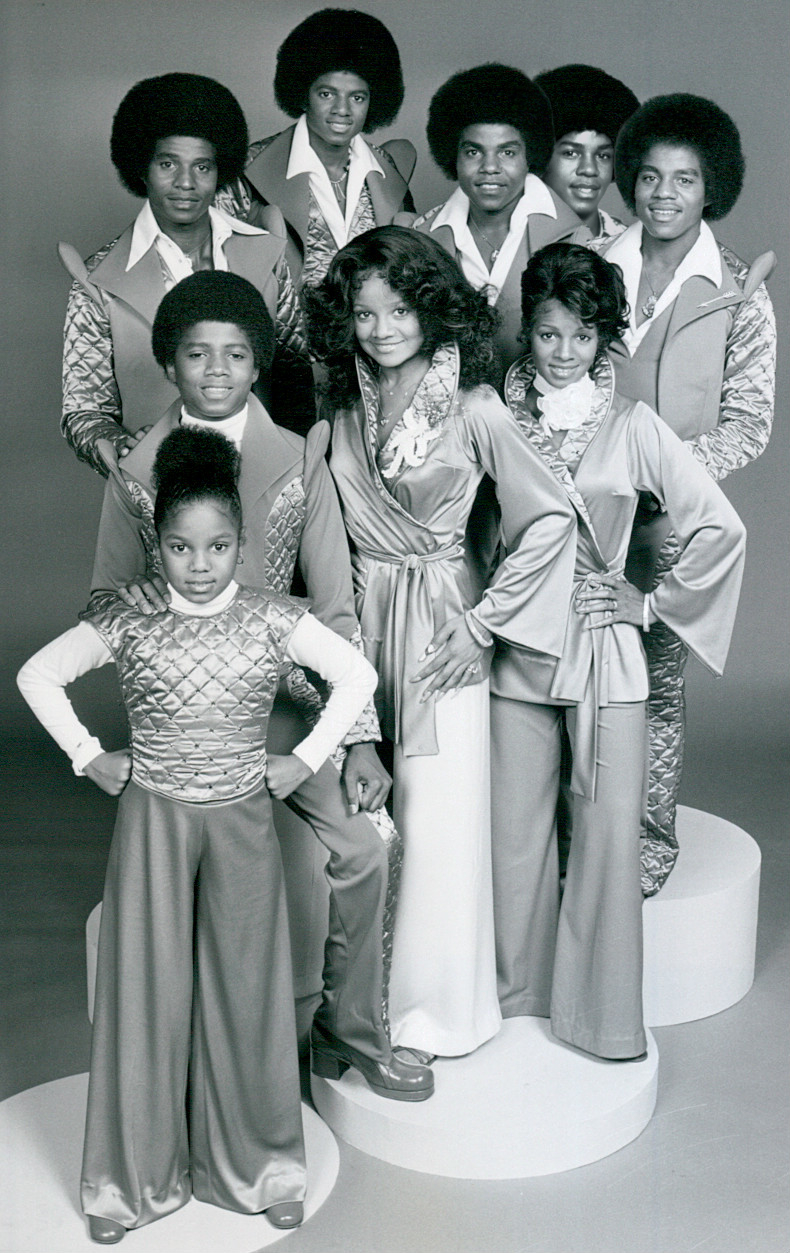
A família em 1977. Na frente, da esquerda para a direita: Janet, Randy, La Toya e Rebbie; atrás, da esquerda para a direita: Jackie, Michael, Tito, Jermaine e Marlon Jackson.

Juntos, Katherine e Joseph são pais de 10 filhos, porém Brandon Jackson morreu no parto. E os outros 9 filhos seguiram carreira musical.
- Maureen Reilette "Rebbie" Jackson (n. 1950), cantora
- Sigmund Esco "Jackie" Jackson (n. 1951), cantor
- Toriano Adaryll "Tito" Jackson (1953–2024), cantor
- Jermaine LaJaune Jackson (n. 1954), cantor
- La Toya Yvonne Jackson (n. 1956), cantora
- Marlon David Jackson (n. 1957), cantor
- Brandon David Jackson (1957, natimorto)
- Michael Joseph Jackson (1958–2009), cantor
- Steven Randall "Randy" Jackson (n. 1961), cantor
- Janet Damita Jo Jackson (n. 1966), cantor

| Nome completo | Nome artístico   | Data de nascimento               | Falecimento                                    |
| --- | ---------------- | -------------------------------- | ---------------------------------------------- |
| Maureen Reillette Jackson | Rebbie Jackson   | 29 de maio de 1950 (75 anos)     |                                                |
| Sigmund Esco Jackson | Jackie Jackson   | 4 de maio de 1951 (74 anos)      |                                                |
| Toriano Adaryll Jackson | Tito Jackson     | 15 de outubro de 1953            | 15 de setembro de 2024 (70 anos), Gallup, NM   |
| Jermaine La Jaune Jackson | Jermaine Jackson | 11 de dezembro de 1954 (70 anos) |                                                |
| La Toya Yvonne Jackson | La Toya Jackson  | 29 de maio de 1956 (69 anos)     |                                                |
| Marlon David Jackson | Marlon Jackson   | 12 de março de 1957 (68 anos)    |                                                |
| Brandon Jackson |                  | 12 de março de 1957              | 12 de março de 1957, Gary, IN                  |
| Michael Joseph Jackson | Michael Jackson  | 29 de agosto de 1958             | 25 de junho de 2009 (50 anos), Los Angeles, CA |
| Steven Randall Jackson | Randy Jackson    | 29 de outubro de 1961 (63 anos)  |                                                |
| Janet Damita Jo Jackson | Janet Jackson    | 16 de maio de 1966 (59 anos)     |                                                |
| Joe Jackson teve uma filha, Joh'Vonnie Jackson, que nasceu em 30 de agosto de 1974 (50 anos), fora do casamento, com Cheryle Ann Terrell. Por questão de simplificação, não foi inserido o local de nascimento, já que todos nasceram em Gary, Indiana, EUA. |                  |                                  |                                                |
| A segunda geração da família. Da esquerda para a direita: Rebbie, Jackie, Jermaine, Tito, La Toya, Marlon, Michael, Randy e Janet. |                  |                                  |                                                |

### 3.ª geração
Há 28 pessoas que compõem a terceira geração da família, e alguns deles também seguiram carreira artística. Dentre eles, os filhos de Michael são os mais conhecidos. Paris Jackson (n. 3 de abril de 1998), Michael Joseph Jackson, Jr. (n. 13 de fevereiro de 1997) e Prince Michael "Blanket" Jackson II (n. 21 de fevereiro de 2002) são os filhos do cantor, sendo os dois primeiros com sua primeira esposa, Debbie Rowe, e o terceiro com uma mulher desconhecida. Eles falaram publicamente na mídia várias vezes durante suas vidas, especialmente após a morte de seu pai em 2009. Além disso, os três filhos de Tito, os cantores Taj Jackson (n. 4 de agosto de 1973), Taryll Adren Jackson (n. 8 de agosto de 1975) e TJ Jackson (n. 16 de julho de 1978), formam o trio musical 3T, que já lançou três álbuns de estúdio e obteve reconhecimento moderado na indústria musical, primariamente fora dos Estados Unidos.
| Nome completo | Pai/mãe                     | Data de nascimento                | Nota                                                |
| Filhos de Rebbie Jackson | Filhos de Rebbie Jackson    | Filhos de Rebbie Jackson          | Filhos de Rebbie Jackson                            |
| --- | --------------------------- | --------------------------------- | --------------------------------------------------- |
| Stacee Brown | Nathaniel Brown             | 5 de maio de 1971 (54 anos)       |                                                     |
| Yashi Brown | Nathaniel Brown             | 5 de outubro de 1977 (47 anos)    |                                                     |
| Nathaniel Austin "Auggie" Brown | Nathaniel Brown             | 22 de novembro de 1985 (39 anos)  |                                                     |
| Filhos de Jackie Jackson |                             |                                   |                                                     |
| Sigmund Esco "Siggy" Jackson, Jr. | Enid Spann                  | 29 de junho de 1977 (48 anos)     |                                                     |
| Brandi Jackson | Enid Spann                  | 6 de fevereiro de 1982 (43 anos)  |                                                     |
| Jaylen Jackson | Emily Jackson               | 31 de dezembro de 2013 (11 anos)  | gêmeos                                              |
| River Jackson | Emily Jackson               | 31 de dezembro de 2013 (11 anos)  | gêmeos                                              |
| Filhos de Tito Jackson |                             |                                   |                                                     |
| Toriano Adaryll "Taj" Jackson, Jr. | Delores "Dee Dee" Martez    | 4 de agosto de 1973 (51 anos)     | cantores; membros do 3T                             |
| Taryll Adren Jackson | Delores "Dee Dee" Martez    | 8 de agosto de 1975 (49 anos)     | cantores; membros do 3T                             |
| Tito Joe "TJ" Jackson | Delores "Dee Dee" Martez    | 16 de julho de 1978 (47 anos)     | cantores; membros do 3T                             |
| Filhos de Jermaine Jackson |                             |                                   |                                                     |
| Jermaine La Jaune "Jay" Jackson, Jr. | Hazel Gordy                 | 27 de janeiro de 1977 (48 anos)   |                                                     |
| Autumn Joy Jackson | Hazel Gordy                 | 10 de julho de 1978 (47 anos)     |                                                     |
| Jaimy Jackson | Hazel Gordy                 | 17 de março de 1987 (38 anos)     |                                                     |
| Jeremy Maldonado Jackson | Margaret Maldonado          | 26 de dezembro de 1986 (38 anos)  |                                                     |
| Jourdynn Michael Jackson | Margaret Maldonado          | 5 de janeiro de 1989 (36 anos)    |                                                     |
| Jaafar Jackson | Alejandra Genevieve Oaziaza | 25 de julho de 1996 (28 anos)     |                                                     |
| Jermajesty Jackson | Alejandra Genevieve Oaziaza | 7 de outubro de 2000 (24 anos)    |                                                     |
| Filhos de Marlon Jackson |                             |                                   |                                                     |
| Valencia Jackson | Carol Ann Parker            | 18 de setembro de 1976 (48 anos)  |                                                     |
| Brittany Shauntee Jackson | Carol Ann Parker            | 15 de abril de 1979 (46 anos)     |                                                     |
| Marlon David Jackson, Jr. | Carol Ann Parker            | 23 de setembro de 1981 (43 anos)  |                                                     |
| Filhos de Michael Jackson |                             |                                   |                                                     |
| Michael Joseph Jackson, Jr. | Debbie Rowe                 | 13 de fevereiro de 1997 (28 anos) | também conhecido como "Prince Michael Jackson I"    |
| Paris-Michael Katherine Jackson | Debbie Rowe                 | 3 de abril de 1998 (27 anos)      | personalidade da televisão, cantora, atriz e modelo |
| Prince Michael Jackson II | mulher desconhecida         | 21 de fevereiro de 2002 (23 anos) | também conhecido como "Blanket" ou "Bigi"           |
| Filhos de Randy Jackson |                             |                                   |                                                     |
| Stevanna Jackson | Eliza Shaffe                | 17 de junho de 1990 (35 anos)     |                                                     |
| Genevieve Katherine Jackson | Alejandra Genevieve Oaziaza | 3 de dezembro de 1989 (35 anos)   |                                                     |
| Donte Williams Jackson | Alejandra Genevieve Oaziaza | 13 de junho de 1992 (33 anos)     |                                                     |
| Steven Randall Jackson, Jr. | Alejandra Genevieve Oaziaza | 2 de outubro de 1992 (32 anos)    |                                                     |
| Filhos de Janet Jackson |                             |                                   |                                                     |
| Eissa Al Mana | Wissam Al Mana              | 3 de janeiro de 2017 (8 anos)     |                                                     |
| Nota: Michael Jackson não teve filhos durante sua relação com Lisa Marie Presley e La Toya também não teve filhos em seu relacionamento com Jack Gordon. |                             |                                   |                                                     |

### 4.ª geração
| Nome completo            | Pai/mãe                         | Data de nascimento            |
| Netos de Rebbie Jackson  | Netos de Rebbie Jackson         | Netos de Rebbie Jackson       |
| ------------------------ | ------------------------------- | ----------------------------- |
| London Blue Jackson Sala | Stace Jackson Salas e Rex Salas | 25 de junho de 2005 (20 anos) |
| Netos de Tito Jackson    |                                 |                               |
| Bryce Jackson            | Taryll Jackson e Breana Cabral  | 2008 (17 anos)                |
| Royal Jackson            | TJ Jackson e Frances Jackson    | 2000 (25 anos)                |
| Dee Dee Jackson          | TJ Jackson e Frances Jackson    | 2009 (16 anos)                |
| Netos de Marlon Jackson  |                                 |                               |
| Noah Laniak              | Valencia Jackson e Sr. Laniak   | 2006 (19 anos)                |
| Sophia Laniak            | Valencia Jackson e Sr. Laniak   | 2007 (18 anos)                |
| Phoenix Sanchez          | Brittany e Sr. Sanchez          | 2010 (15 anos)                |

## Arvore genealógica
|                            |                            |                            |                            |                            |                            |  |  |                       |                       |                       |                       |                       |                       |  |  |                        |                        |                        |                        |                        |                        |  |  |                         |                         |                         |                         |                         |                         |                  |                  |                      |                      |                      |                      |                      |                      |                 |                 |                   |                   |                   |                   |                   |                   |               |               |               |               |               |               |                  |                  | Gina Freeman     | Gina Freeman     | Gina Freeman            | Gina Freeman            | Gina Freeman            | Gina Freeman            |                         |                         | July "Jack" Gale | July "Jack" Gale | July "Jack" Gale       | July "Jack" Gale       | July "Jack" Gale       | July "Jack" Gale       |                        |                        |          |          |                 |                 |                 |                 |                 |                 |        |        |  |  |  |  |  |  |  |  |  |  |  |  |  |  |  |  |  |  |  |  |  |  |  |  |  |  |  |  |  |  |  |  |  |  |  |  |  |  |  |  |  |  |  |  |  |  |  |  |  |  |  |  |  |  |  |  |
|                            |                            |                            |                            |                            |                            |  |  |                       |                       |                       |                       |                       |                       |  |  |                        |                        |                        |                        |                        |                        |  |  |                         |                         |                         |                         |                         |                         |                  |                  |                      |                      |                      |                      |                      |                      |                 |                 |                   |                   |                   |                   |                   |                   |               |               |               |               |               |               |                  |                  | Gina Freeman     | Gina Freeman     | Gina Freeman            | Gina Freeman            | Gina Freeman            | Gina Freeman            |                         |                         | July "Jack" Gale | July "Jack" Gale | July "Jack" Gale       | July "Jack" Gale       | July "Jack" Gale       | July "Jack" Gale       |                        |                        |          |          |                 |                 |                 |                 |                 |                 |        |        |  |  |  |  |  |  |  |  |  |  |  |  |  |  |  |  |  |  |  |  |  |  |  |  |  |  |  |  |  |  |  |  |  |  |  |  |  |  |  |  |  |  |  |  |  |  |  |  |  |  |  |  |  |  |  |  |
|                            |                            |                            |                            |                            |                            |  |  |                       |                       |                       |                       |                       |                       |  |  |                        |                        |                        |                        |                        |                        |  |  |                         |                         |                         |                         |                         |                         |                  |                  |                      |                      |                      |                      |                      |                      |                 |                 |                   |                   |                   |                   |                   |                   |               |               |               |               |               |               |                  |                  |                  |                  |                         |                         |                         |                         |                         |                         |                  |                  |                        |                        |                        |                        |                        |                        |          |          |                 |                 |                 |                 |                 |                 |        |        |  |  |  |  |  |  |  |  |  |  |  |  |  |  |  |  |  |  |  |  |  |  |  |  |  |  |  |  |  |  |  |  |  |  |  |  |  |  |  |  |  |  |  |  |  |  |  |  |  |  |  |  |  |  |  |  |
|                            |                            |                            |                            |                            |                            |  |  |                       |                       |                       |                       |                       |                       |  |  |                        |                        |                        |                        |                        |                        |  |  |                         |                         |                         |                         |                         |                         |                  |                  |                      |                      |                      |                      | Gertrude Daniel      | Gertrude Daniel      | Gertrude Daniel | Gertrude Daniel | Gertrude Daniel   | Gertrude Daniel   |                   |                   | Samuel King       | Samuel King       | Samuel King   | Samuel King   | Samuel King   | Samuel King   |               |               | Emeline Williams | Emeline Williams | Emeline Williams | Emeline Williams | Emeline Williams        | Emeline Williams        |                         |                         | Israel Nero             | Israel Nero             | Israel Nero      | Israel Nero      | Israel Nero            | Israel Nero            |                        |                        |                        |                        |          |          |                 |                 |                 |                 |                 |                 |        |        |  |  |  |  |  |  |  |  |  |  |  |  |  |  |  |  |  |  |  |  |  |  |  |  |  |  |  |  |  |  |  |  |  |  |  |  |  |  |  |  |  |  |  |  |  |  |  |  |  |  |  |  |  |  |  |  |
|                            |                            |                            |                            |                            |                            |  |  |                       |                       |                       |                       |                       |                       |  |  |                        |                        |                        |                        |                        |                        |  |  |                         |                         |                         |                         |                         |                         |                  |                  |                      |                      |                      |                      | Gertrude Daniel      | Gertrude Daniel      | Gertrude Daniel | Gertrude Daniel | Gertrude Daniel   | Gertrude Daniel   |                   |                   | Samuel King       | Samuel King       | Samuel King   | Samuel King   | Samuel King   | Samuel King   |               |               | Emeline Williams | Emeline Williams | Emeline Williams | Emeline Williams | Emeline Williams        | Emeline Williams        |                         |                         | Israel Nero             | Israel Nero             | Israel Nero      | Israel Nero      | Israel Nero            | Israel Nero            |                        |                        |                        |                        |          |          |                 |                 |                 |                 |                 |                 |        |        |  |  |  |  |  |  |  |  |  |  |  |  |  |  |  |  |  |  |  |  |  |  |  |  |  |  |  |  |  |  |  |  |  |  |  |  |  |  |  |  |  |  |  |  |  |  |  |  |  |  |  |  |  |  |  |  |
|                            |                            |                            |                            |                            |                            |  |  |                       |                       |                       |                       |                       |                       |  |  |                        |                        |                        |                        |                        |                        |  |  |                         |                         |                         |                         |                         |                         |                  |                  |                      |                      |                      |                      |                      |                      |                 |                 |                   |                   |                   |                   |                   |                   |               |               |               |               |               |               |                  |                  |                  |                  |                         |                         |                         |                         |                         |                         |                  |                  |                        |                        |                        |                        |                        |                        |          |          |                 |                 |                 |                 |                 |                 |        |        |  |  |  |  |  |  |  |  |  |  |  |  |  |  |  |  |  |  |  |  |  |  |  |  |  |  |  |  |  |  |  |  |  |  |  |  |  |  |  |  |  |  |  |  |  |  |  |  |  |  |  |  |  |  |  |  |
|                            |                            |                            |                            |                            |                            |  |  |                       |                       |                       |                       |                       |                       |  |  |                        |                        |                        |                        |                        |                        |  |  |                         |                         |                         |                         |                         |                         |                  |                  |                      |                      |                      |                      |                      |                      |                 |                 |                   |                   |                   |                   |                   |                   |               |               |               |               |               |               |                  |                  |                  |                  |                         |                         |                         |                         |                         |                         |                  |                  |                        |                        |                        |                        |                        |                        |          |          |                 |                 |                 |                 |                 |                 |        |        |  |  |  |  |  |  |  |  |  |  |  |  |  |  |  |  |  |  |  |  |  |  |  |  |  |  |  |  |  |  |  |  |  |  |  |  |  |  |  |  |  |  |  |  |  |  |  |  |  |  |  |  |  |  |  |  |
|                            |                            |                            |                            |                            |                            |  |  |                       |                       |                       |                       |                       |                       |  |  |                        |                        |                        |                        |                        |                        |  |  | Martha Upshaw           | Martha Upshaw           | Martha Upshaw           | Martha Upshaw           | Martha Upshaw           | Martha Upshaw           |                  |                  | Prince Albert Screws | Prince Albert Screws | Prince Albert Screws | Prince Albert Screws | Prince Albert Screws | Prince Albert Screws |                 |                 | Crystal Lee King  | Crystal Lee King  | Crystal Lee King  | Crystal Lee King  | Crystal Lee King  | Crystal Lee King  |               |               | Samuel Joseph | Samuel Joseph | Samuel Joseph | Samuel Joseph | Samuel Joseph    | Samuel Joseph    |                  |                  | James                   | James                   | James                   | James                   | James                   | James                   |                  |                  | Jane                   | Jane                   | Jane                   | Jane                   | Jane                   | Jane                   |          |          |                 |                 |                 |                 |                 |                 |        |        |  |  |  |  |  |  |  |  |  |  |  |  |  |  |  |  |  |  |  |  |  |  |  |  |  |  |  |  |  |  |  |  |  |  |  |  |  |  |  |  |  |  |  |  |  |  |  |  |  |  |  |  |  |  |  |  |
|                            |                            |                            |                            |                            |                            |  |  |                       |                       |                       |                       |                       |                       |  |  |                        |                        |                        |                        |                        |                        |  |  | Martha Upshaw           | Martha Upshaw           | Martha Upshaw           | Martha Upshaw           | Martha Upshaw           | Martha Upshaw           |                  |                  | Prince Albert Screws | Prince Albert Screws | Prince Albert Screws | Prince Albert Screws | Prince Albert Screws | Prince Albert Screws |                 |                 | Crystal Lee King  | Crystal Lee King  | Crystal Lee King  | Crystal Lee King  | Crystal Lee King  | Crystal Lee King  |               |               | Samuel Joseph | Samuel Joseph | Samuel Joseph | Samuel Joseph | Samuel Joseph    | Samuel Joseph    |                  |                  | James                   | James                   | James                   | James                   | James                   | James                   |                  |                  | Jane                   | Jane                   | Jane                   | Jane                   | Jane                   | Jane                   |          |          |                 |                 |                 |                 |                 |                 |        |        |  |  |  |  |  |  |  |  |  |  |  |  |  |  |  |  |  |  |  |  |  |  |  |  |  |  |  |  |  |  |  |  |  |  |  |  |  |  |  |  |  |  |  |  |  |  |  |  |  |  |  |  |  |  |  |  |
|                            |                            |                            |                            |                            |                            |  |  |                       |                       |                       |                       |                       |                       |  |  |                        |                        |                        |                        |                        |                        |  |  |                         |                         |                         |                         |                         |                         |                  |                  |                      |                      |                      |                      |                      |                      |                 |                 |                   |                   |                   |                   |                   |                   |               |               |               |               |               |               |                  |                  |                  |                  |                         |                         |                         |                         |                         |                         |                  |                  |                        |                        |                        |                        |                        |                        |          |          |                 |                 |                 |                 |                 |                 |        |        |  |  |  |  |  |  |  |  |  |  |  |  |  |  |  |  |  |  |  |  |  |  |  |  |  |  |  |  |  |  |  |  |  |  |  |  |  |  |  |  |  |  |  |  |  |  |  |  |  |  |  |  |  |  |  |  |
|                            |                            |                            |                            |                            |                            |  |  |                       |                       |                       |                       |                       |                       |  |  |                        |                        |                        |                        |                        |                        |  |  |                         |                         |                         |                         |                         |                         |                  |                  |                      |                      |                      |                      |                      |                      |                 |                 |                   |                   |                   |                   |                   |                   |               |               |               |               |               |               |                  |                  |                  |                  |                         |                         |                         |                         |                         |                         |                  |                  |                        |                        |                        |                        |                        |                        |          |          |                 |                 |                 |                 |                 |                 |        |        |  |  |  |  |  |  |  |  |  |  |  |  |  |  |  |  |  |  |  |  |  |  |  |  |  |  |  |  |  |  |  |  |  |  |  |  |  |  |  |  |  |  |  |  |  |  |  |  |  |  |  |  |  |  |  |  |
|                            |                            |                            |                            |                            |                            |  |  |                       |                       |                       |                       |                       |                       |  |  |                        |                        |                        |                        |                        |                        |  |  |                         |                         |                         |                         |                         |                         | Katherine Scruse | Katherine Scruse | Katherine Scruse     | Katherine Scruse     | Katherine Scruse     | Katherine Scruse     |                      |                      |                 |                 |                   |                   | Joseph Walter     | Joseph Walter     | Joseph Walter     | Joseph Walter     | Joseph Walter | Joseph Walter |               |               | Verna Mae     | Verna Mae     | Verna Mae        | Verna Mae        | Verna Mae        | Verna Mae        |                         |                         | Lula Mae                | Lula Mae                | Lula Mae                | Lula Mae                | Lula Mae         | Lula Mae         |                        |                        | Lawrence               | Lawrence               | Lawrence               | Lawrence               | Lawrence | Lawrence |                 |                 | Luther          | Luther          | Luther          | Luther          | Luther | Luther |  |  |  |  |  |  |  |  |  |  |  |  |  |  |  |  |  |  |  |  |  |  |  |  |  |  |  |  |  |  |  |  |  |  |  |  |  |  |  |  |  |  |  |  |  |  |  |  |  |  |  |  |  |  |  |  |
|                            |                            |                            |                            |                            |                            |  |  |                       |                       |                       |                       |                       |                       |  |  |                        |                        |                        |                        |                        |                        |  |  |                         |                         |                         |                         |                         |                         | Katherine Scruse | Katherine Scruse | Katherine Scruse     | Katherine Scruse     | Katherine Scruse     | Katherine Scruse     |                      |                      |                 |                 |                   |                   | Joseph Walter     | Joseph Walter     | Joseph Walter     | Joseph Walter     | Joseph Walter | Joseph Walter |               |               | Verna Mae     | Verna Mae     | Verna Mae        | Verna Mae        | Verna Mae        | Verna Mae        |                         |                         | Lula Mae                | Lula Mae                | Lula Mae                | Lula Mae                | Lula Mae         | Lula Mae         |                        |                        | Lawrence               | Lawrence               | Lawrence               | Lawrence               | Lawrence | Lawrence |                 |                 | Luther          | Luther          | Luther          | Luther          | Luther | Luther |  |  |  |  |  |  |  |  |  |  |  |  |  |  |  |  |  |  |  |  |  |  |  |  |  |  |  |  |  |  |  |  |  |  |  |  |  |  |  |  |  |  |  |  |  |  |  |  |  |  |  |  |  |  |  |  |
|                            |                            |                            |                            |                            |                            |  |  |                       |                       |                       |                       |                       |                       |  |  |                        |                        |                        |                        |                        |                        |  |  |                         |                         |                         |                         |                         |                         |                  |                  |                      |                      |                      |                      |                      |                      |                 |                 |                   |                   |                   |                   |                   |                   |               |               |               |               |               |               |                  |                  |                  |                  |                         |                         |                         |                         |                         |                         |                  |                  |                        |                        |                        |                        |                        |                        |          |          |                 |                 |                 |                 |                 |                 |        |        |  |  |  |  |  |  |  |  |  |  |  |  |  |  |  |  |  |  |  |  |  |  |  |  |  |  |  |  |  |  |  |  |  |  |  |  |  |  |  |  |  |  |  |  |  |  |  |  |  |  |  |  |  |  |  |  |
|                            |                            |                            |                            |                            |                            |  |  |                       |                       |                       |                       |                       |                       |  |  |                        |                        |                        |                        |                        |                        |  |  |                         |                         |                         |                         |                         |                         |                  |                  |                      |                      |                      |                      |                      |                      |                 |                 |                   |                   |                   |                   |                   |                   |               |               |               |               |               |               |                  |                  |                  |                  |                         |                         |                         |                         |                         |                         |                  |                  |                        |                        |                        |                        |                        |                        |          |          |                 |                 |                 |                 |                 |                 |        |        |  |  |  |  |  |  |  |  |  |  |  |  |  |  |  |  |  |  |  |  |  |  |  |  |  |  |  |  |  |  |  |  |  |  |  |  |  |  |  |  |  |  |  |  |  |  |  |  |  |  |  |  |  |  |  |  |
| Maureen Reillette "Rebbie" | Maureen Reillette "Rebbie" | Maureen Reillette "Rebbie" | Maureen Reillette "Rebbie" | Maureen Reillette "Rebbie" | Maureen Reillette "Rebbie" |  |  | Sigmund Esco "Jackie" | Sigmund Esco "Jackie" | Sigmund Esco "Jackie" | Sigmund Esco "Jackie" | Sigmund Esco "Jackie" | Sigmund Esco "Jackie" |  |  | Toriano Adaryll "Tito" | Toriano Adaryll "Tito" | Toriano Adaryll "Tito" | Toriano Adaryll "Tito" | Toriano Adaryll "Tito" | Toriano Adaryll "Tito" |  |  | Jermaine La Jaune       | Jermaine La Jaune       | Jermaine La Jaune       | Jermaine La Jaune       | Jermaine La Jaune       | Jermaine La Jaune       |                  |                  | La Toya Yvonne       | La Toya Yvonne       | La Toya Yvonne       | La Toya Yvonne       | La Toya Yvonne       | La Toya Yvonne       |                 |                 | Marlon David      | Marlon David      | Marlon David      | Marlon David      | Marlon David      | Marlon David      |               |               | Brandon       | Brandon       | Brandon       | Brandon       | Brandon          | Brandon          |                  |                  | Michael Joseph          | Michael Joseph          | Michael Joseph          | Michael Joseph          | Michael Joseph          | Michael Joseph          |                  |                  | Steven Randall "Randy" | Steven Randall "Randy" | Steven Randall "Randy" | Steven Randall "Randy" | Steven Randall "Randy" | Steven Randall "Randy" |          |          | Janet Damita Jo | Janet Damita Jo | Janet Damita Jo | Janet Damita Jo | Janet Damita Jo | Janet Damita Jo |        |        |  |  |  |  |  |  |  |  |  |  |  |  |  |  |  |  |  |  |  |  |  |  |  |  |  |  |  |  |  |  |  |  |  |  |  |  |  |  |  |  |  |  |  |  |  |  |  |  |  |  |  |  |  |  |  |  |
| Maureen Reillette "Rebbie" | Maureen Reillette "Rebbie" | Maureen Reillette "Rebbie" | Maureen Reillette "Rebbie" | Maureen Reillette "Rebbie" | Maureen Reillette "Rebbie" |  |  | Sigmund Esco "Jackie" | Sigmund Esco "Jackie" | Sigmund Esco "Jackie" | Sigmund Esco "Jackie" | Sigmund Esco "Jackie" | Sigmund Esco "Jackie" |  |  | Toriano Adaryll "Tito" | Toriano Adaryll "Tito" | Toriano Adaryll "Tito" | Toriano Adaryll "Tito" | Toriano Adaryll "Tito" | Toriano Adaryll "Tito" |  |  | Jermaine La Jaune       | Jermaine La Jaune       | Jermaine La Jaune       | Jermaine La Jaune       | Jermaine La Jaune       | Jermaine La Jaune       |                  |                  | La Toya Yvonne       | La Toya Yvonne       | La Toya Yvonne       | La Toya Yvonne       | La Toya Yvonne       | La Toya Yvonne       |                 |                 | Marlon David      | Marlon David      | Marlon David      | Marlon David      | Marlon David      | Marlon David      |               |               | Brandon       | Brandon       | Brandon       | Brandon       | Brandon          | Brandon          |                  |                  | Michael Joseph          | Michael Joseph          | Michael Joseph          | Michael Joseph          | Michael Joseph          | Michael Joseph          |                  |                  | Steven Randall "Randy" | Steven Randall "Randy" | Steven Randall "Randy" | Steven Randall "Randy" | Steven Randall "Randy" | Steven Randall "Randy" |          |          | Janet Damita Jo | Janet Damita Jo | Janet Damita Jo | Janet Damita Jo | Janet Damita Jo | Janet Damita Jo |        |        |  |  |  |  |  |  |  |  |  |  |  |  |  |  |  |  |  |  |  |  |  |  |  |  |  |  |  |  |  |  |  |  |  |  |  |  |  |  |  |  |  |  |  |  |  |  |  |  |  |  |  |  |  |  |  |  |
| Austin Brown               | Austin Brown               | Austin Brown               | Austin Brown               | Austin Brown               | Austin Brown               |  |  | Sigmund Esco "Siggy"  | Sigmund Esco "Siggy"  | Sigmund Esco "Siggy"  | Sigmund Esco "Siggy"  | Sigmund Esco "Siggy"  | Sigmund Esco "Siggy"  |  |  | Toriano Adaryll "Taj"  | Toriano Adaryll "Taj"  | Toriano Adaryll "Taj"  | Toriano Adaryll "Taj"  | Toriano Adaryll "Taj"  | Toriano Adaryll "Taj"  |  |  | Jermaine La Jaune "Jay" | Jermaine La Jaune "Jay" | Jermaine La Jaune "Jay" | Jermaine La Jaune "Jay" | Jermaine La Jaune "Jay" | Jermaine La Jaune "Jay" |                  |                  |                      |                      |                      |                      |                      |                      |                 |                 | Valencia Caroline | Valencia Caroline | Valencia Caroline | Valencia Caroline | Valencia Caroline | Valencia Caroline |               |               |               |               |               |               |                  |                  |                  |                  | Michael Joseph ″Prince″ | Michael Joseph ″Prince″ | Michael Joseph ″Prince″ | Michael Joseph ″Prince″ | Michael Joseph ″Prince″ | Michael Joseph ″Prince″ |                  |                  | Genevieve Katherine    | Genevieve Katherine    | Genevieve Katherine    | Genevieve Katherine    | Genevieve Katherine    | Genevieve Katherine    |          |          | Eissa Al Mana   | Eissa Al Mana   | Eissa Al Mana   | Eissa Al Mana   | Eissa Al Mana   | Eissa Al Mana   |        |        |  |  |  |  |  |  |  |  |  |  |  |  |  |  |  |  |  |  |  |  |  |  |  |  |  |  |  |  |  |  |  |  |  |  |  |  |  |  |  |  |  |  |  |  |  |  |  |  |  |  |  |  |  |  |  |  |
| Austin Brown               | Austin Brown               | Austin Brown               | Austin Brown               | Austin Brown               | Austin Brown               |  |  | Sigmund Esco "Siggy"  | Sigmund Esco "Siggy"  | Sigmund Esco "Siggy"  | Sigmund Esco "Siggy"  | Sigmund Esco "Siggy"  | Sigmund Esco "Siggy"  |  |  | Toriano Adaryll "Taj"  | Toriano Adaryll "Taj"  | Toriano Adaryll "Taj"  | Toriano Adaryll "Taj"  | Toriano Adaryll "Taj"  | Toriano Adaryll "Taj"  |  |  | Jermaine La Jaune "Jay" | Jermaine La Jaune "Jay" | Jermaine La Jaune "Jay" | Jermaine La Jaune "Jay" | Jermaine La Jaune "Jay" | Jermaine La Jaune "Jay" |                  |                  |                      |                      |                      |                      |                      |                      |                 |                 | Valencia Caroline | Valencia Caroline | Valencia Caroline | Valencia Caroline | Valencia Caroline | Valencia Caroline |               |               |               |               |               |               |                  |                  |                  |                  | Michael Joseph ″Prince″ | Michael Joseph ″Prince″ | Michael Joseph ″Prince″ | Michael Joseph ″Prince″ | Michael Joseph ″Prince″ | Michael Joseph ″Prince″ |                  |                  | Genevieve Katherine    | Genevieve Katherine    | Genevieve Katherine    | Genevieve Katherine    | Genevieve Katherine    | Genevieve Katherine    |          |          | Eissa Al Mana   | Eissa Al Mana   | Eissa Al Mana   | Eissa Al Mana   | Eissa Al Mana   | Eissa Al Mana   |        |        |  |  |  |  |  |  |  |  |  |  |  |  |  |  |  |  |  |  |  |  |  |  |  |  |  |  |  |  |  |  |  |  |  |  |  |  |  |  |  |  |  |  |  |  |  |  |  |  |  |  |  |  |  |  |  |  |
|                            |                            |                            |                            |                            |                            |  |  | Jared Esco            | Jared Esco            | Jared Esco            | Jared Esco            | Jared Esco            | Jared Esco            |  |  | Taylor Aurora Sco      | Taylor Aurora Sco      | Taylor Aurora Sco      | Taylor Aurora Sco      | Taylor Aurora Sco      | Taylor Aurora Sco      |  |  |                         |                         |                         |                         |                         |                         |                  |                  |                      |                      |                      |                      |                      |                      |                 |                 | Noah Laniak       | Noah Laniak       | Noah Laniak       | Noah Laniak       | Noah Laniak       | Noah Laniak       |               |               | Sophia Laniak | Sophia Laniak | Sophia Laniak | Sophia Laniak | Sophia Laniak    | Sophia Laniak    |                  |                  |                         |                         |                         |                         |                         |                         |                  |                  |                        |                        |                        |                        |                        |                        |          |          |                 |                 |                 |                 |                 |                 |        |        |  |  |  |  |  |  |  |  |  |  |  |  |  |  |  |  |  |  |  |  |  |  |  |  |  |  |  |  |  |  |  |  |  |  |  |  |  |  |  |  |  |  |  |  |  |  |  |  |  |  |  |  |  |  |  |  |
|                            |                            |                            |                            |                            |                            |  |  | Jared Esco            | Jared Esco            | Jared Esco            | Jared Esco            | Jared Esco            | Jared Esco            |  |  | Taylor Aurora Sco      | Taylor Aurora Sco      | Taylor Aurora Sco      | Taylor Aurora Sco      | Taylor Aurora Sco      | Taylor Aurora Sco      |  |  |                         |                         |                         |                         |                         |                         |                  |                  |                      |                      |                      |                      |                      |                      |                 |                 | Noah Laniak       | Noah Laniak       | Noah Laniak       | Noah Laniak       | Noah Laniak       | Noah Laniak       |               |               | Sophia Laniak | Sophia Laniak | Sophia Laniak | Sophia Laniak | Sophia Laniak    | Sophia Laniak    |                  |                  |                         |                         |                         |                         |                         |                         |                  |                  |                        |                        |                        |                        |                        |                        |          |          |                 |                 |                 |                 |                 |                 |        |        |  |  |  |  |  |  |  |  |  |  |  |  |  |  |  |  |  |  |  |  |  |  |  |  |  |  |  |  |  |  |  |  |  |  |  |  |  |  |  |  |  |  |  |  |  |  |  |  |  |  |  |  |  |  |  |  |

Nota: a árvore não contém todos os membros das últimas gerações.

## Vendas nos EUA/Mundial
De acordo com a Billboard e a RIAA a família Jackson é a família que mais vendeu álbuns no mundo, com cerca de 1 bilhão e 400 milhões de cópias vendidas desde o final dos anos 60, sendo 1 bilhão apenas na carreira de Michael. Abaixo, ranking com as vendas dos respectivos membros:
1. Michael – 1,5 Bilhões
2. Jackson 5/The Jacksons – 120 milhões
3. Janet – 103 milhões
4. Jermaine – 17 milhões
5. LaToya – 9 milhões
6. Randy – 9,2 milhões
7. Tito – 2,8 milhões
8. Rebbie – 1,6 milhão
9. Genevieve – 168 mil